# Funhouse (album de Pink)
Pour les articles homonymes, voir Funhouse.
Albums de P!nk
I'm Not Dead
(2006) Greatest Hits... So Far!!!
(2010)
Singles
1. So What
Sortie : 19 août 2008
2. Sober
Sortie : 4 novembre 2008
3. Please Don't Leave Me
Sortie : 31 janvier 2009
4. Bad Influence
Sortie : 8 mai 2009
5. Funhouse
Sortie : 3 août 2009
6. I Don't Believe You
Sortie : 5 octobre 2009
7. Glitter In The Air
Sortie : 31 janvier 2010

Funhouse est le cinquième album de la chanteuse américaine P!nk sorti en 2008.
Il s'est vendu à plus de sept millions d'exemplaires dans le monde.

## Liste des titres
1. So What (3:35)
2. Sober (4:12)
3. I Don't Believe You (4:36)
4. One Foot Wrong (3:25)
5. Please Don't Leave Me (3:52)
6. Bad Influence (3:36)
7. Funhouse (3:25)
8. Crystal Ball (3:26)
9. Mean (4:18)
10. It's All Your Fault (3:52)
11. Ave Mary A (3:16)
12. Glitter In The Air (3:48)
13. This Is How It Goes Down (featuring Travis McCoy) (3:19) bonus non US
14. Could've Had Everything (3:09) bonus RU
15. Boring (3:14) bonus edition 2CD